# François Cotinaud
 (décembre 2024).
François Cotinaud, né en 1956, est un saxophoniste, clarinettiste, soundpainter et compositeur français.

## Biographie
François Cotinaud a étudié la musique avec Alan Silva, Cecil Taylor, George Russell, Joe Lovano ou encore Steve Lacy, et la philosophie avec Michel Giroud.[réf. souhaitée]
En 1985, il mène diverses formations avec Denis Colin (groupe Texture), Bobby Few, Alan Silva. Il crée un quartet avec le batteur et percussionniste Ramón López, qui fut son élève en arrivant en France, Heriberto Paredes et Thierry Colson, ou le guitariste Gilles Coronado, puis fonde le label Musivi et enregistre une vingtaine d'albums avec Ramón López, Glenn Ferris, Enrico Rava, Pascale Labbé, Jérôme Lefebvre, Pascal Bréchet, Sophia Domancich, Serge Adam, Henri Roger, Barre Phillips, Benjamin de la Fuente ou Sylvie Cohen.
Son CD en solo "Loco solo" (1998) autour de Luciano Berio traduit son goût pour la musique contemporaine tout en y mêlant l'improvisation et une certaine provocation.
Il se produit en duo avec le percussionniste Pierre Charpy, avec un dispositif électro-acoustique, autour de textes d'Arthur Rimbaud ("Rimbaud et M.A.O.").
Séduit depuis toujours par les musiques orientales, après un passage au sein du groupe "Tierra del Fuego" dirigé par Pablo Nemirovsky, il livre en 2000 dans "Yo m'enamori" sa sensibilité méditerranéenne à travers le prisme d'une relecture contemporaine, affranchie de la tradition, avec la pianiste Sylvie Cohen.
Il se distingue des autres musiciens jazz de sa génération dans sa recherche formelle entre le texte (la poésie) et la musique (improvisée ou écrite), au sein de formations variées, du duo, avec la violoncelliste Deborah Walker ("Poetica Vivace"), au quintet ou sextet, avec la création de l'ensemble Text'up, un ensemble qui réunit la voix de Pascale Labbé, la guitare de Jérôme Lefebvre, les percussions contemporaines de Sylvain Lemêtre et le tromboniste-vibraphoniste François Choiselat. En 2015, nait l'ensemble Luxus, cofondé par Pascale Labbé (voix), Jérôme Lefebvre (guitare) et François Cotinaud, qui composent ensemble un répertoire autour des Sonnets à Orphée de Rainer Maria Rilke.
Il se produit avec le groupe Algèbre avec Pierre Durand et Daniel Beaussier.
Partenaire du Spoumj (SoundPainting Orchestra de l'Union des Musiciens de Jazz, dirigé par François Jeanneau), il a fondé en 2010 le Klangfarben ensemble : un ensemble d'une douzaine d'artistes improvisateurs  (musiciens, comédiens, danseurs) qu'il dirige avec le langage du soundpainting et avec lequel il fait des performances dans des musées, des théâtres dans une forme de dédicace à Arnold Schönberg et John Cage.

## Pédagogie

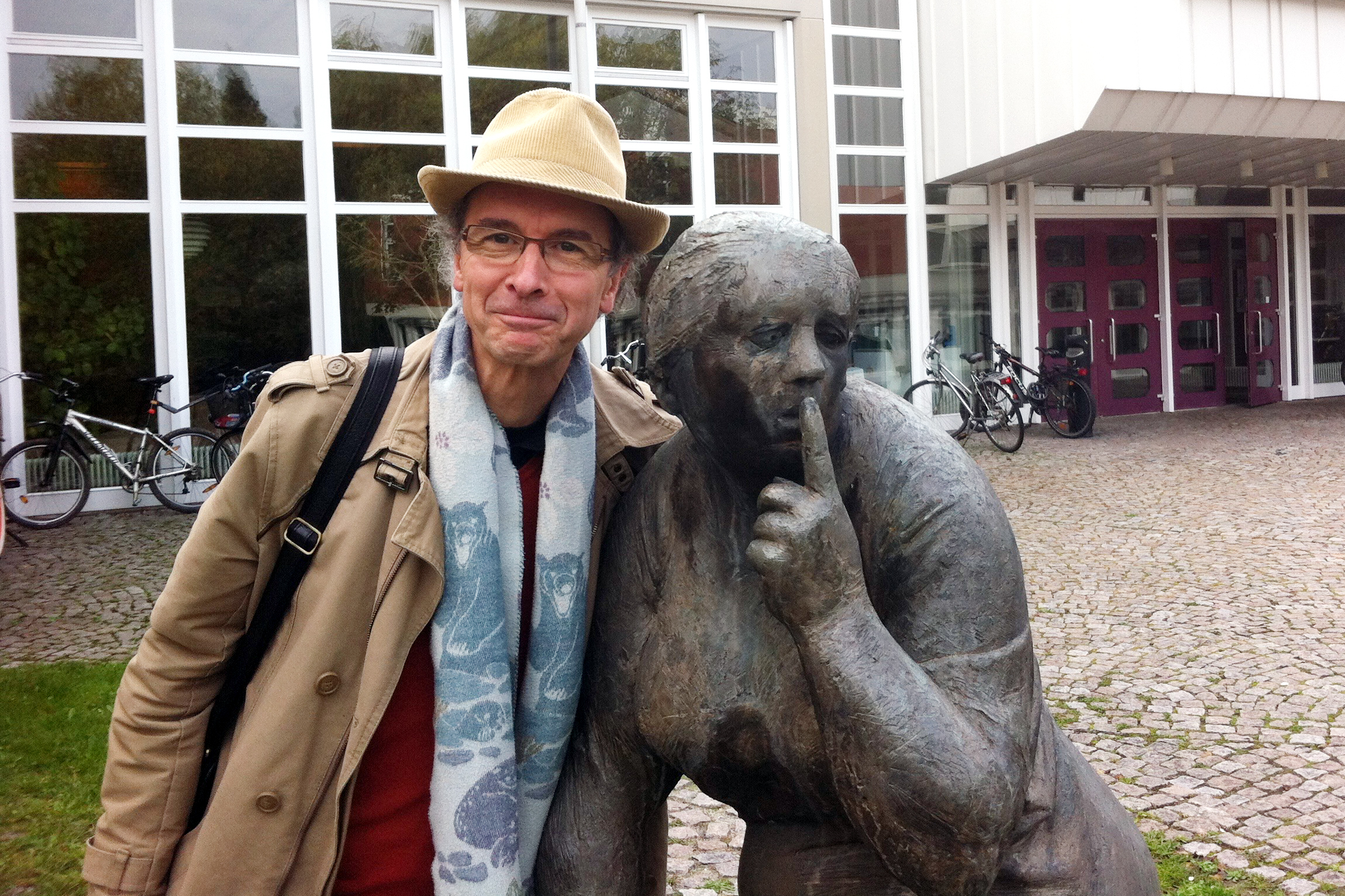
François Cotinaud à la Musikhochschule de Freiburg - 2015

Cofondateur avec A.Silva puis directeur d’une école d’improvisation et de jazz à Paris entre 1977 et 1987 (I.A.C.P.), François Cotinaud a enseigné l'improvisation musicale tant dans le langage idiomatique du jazz, que dans un contexte beaucoup plus libre, et est l'un des tout premiers initiateurs de stages collectifs d'improvisation (1978). Il participe à de nombreux cursus de formation (Cefedem), anime de 2010 à 2019 le Bel Orchestre Amateur (BOA), qui est un orchestre de création, travaille en Seine-et-Marne avec Sylvie Cohen sur la sensibilisation aux musiques contemporaines (2007-2015), et ouvre une classe de Soundpainting au conservatoire Mozart de Paris (théâtre, musique et danse).
Il forme les professeurs de musique au Soundpainting, à Alfortville, à Chelles, à Saint-Dizier, à Beauvais, en Seine Saint-Denis, en Bourgogne et anime des stages en Finlande. Il participe aux Think Tanks internationaux des soundpainters autour de Walter Thompson (Bordeaux, London, Barcelona, Paris, Milano, Valencia, Madrid).

## Compositeur
Depuis 1975, François Cotinaud compose pour les formations auxquelles il appartient des univers qui inspirent des improvisations, ainsi que des pièces pédagogiques. À partir de 1989, il élabore des musiques autour de textes poétiques : Victor Hugo, Raymond Queneau, Arthur Rimbaud, puis Rainer Maria Rilke, au sein des groupes Text'up, et Luxus. Sur la base du Concept Lydien formulé par George Russell (1923-2009), c'est-à-dire une hiérarchie complète des 12 sons, il écrit des pièces pour clarinette et violoncelle (2006-2011), puis des études pour clarinette, des pièces pour chœur, et fonde les éditions Poetica Vivace. Depuis 2020, il multiplie des projets autour du quatuor à cordes, de petits ensembles de musique de chambre, des pièces pour chœur et orchestre, ensembles de bois, duos, trios. Sa musique est rarement tonale, ses mélodies sont comme suspendues, et il élabore un système, une structuration des couleurs, qui lui est propre. Il obtient plusieurs commandes de la DRAC, de la Sacem, et de divers ensembles constitués (Les Voix des Cairns, le Quatuor 1846, Solé-Temps, ensemble Multilatérale).

## Compositions
Pièces pour clarinette seule
Oreille-Caresse, Jadis-Plume, Puit-Lumière, Eclat-Noir, Cristal-Feuille, Epi-Tambour, Singe-Lune, Bleu-Orange, Phénix ( Études lydiennes progressives volumes 1, 2 et 3) commande des éditions Poetica Vivace, 2019-2020
Pièces pour saxophone seul
Inventaire, Mode à la joie, Boire, Oribe, Obéir (autour de la Sequenza IX de Luciano Berio) 1998
Pièces pour duos divers
Poetica Vivace pièce de 6'30 (2007), Dialogue, La Perte, Hypothesis, Temps perdu (violoncelle-clarinette) 2007-2008
Pluie-Chemin (flûte-clarinette) 2019 – 2’40’’
Ombre-Jardin (pièce pour clarinette et clarinette-basse) 2020 - 2’25’’
Pièces pour trios
Qui rêve Kiev ? pour hautbois, clarinette-basse, basson 2022 - 1'22
Tilt Majeur pour hautbois, clarinette-basse, basson 2023 - 1'48
J'ai rarement vu, Des goûts et des couleurs, Pauvre Jean, Toujours dans la chaussure?, (voix, harpe et clarinette/saxophone ténor) 2009
Crier le Hasard, Prodige, Éternité, Verwandlung, La Bête, spiegele Malerei (autour des sonnets à Orphée de Rainer Maria Rilke), commande du label Musivi, (voix, saxophone-ténor/clarinette, guitare électrique) 2015 – 30’
Pièces pour quatuor
Tikkun Olam pour quatuor de saxophones - 2024 - 19'02.
Tikkun Olam pour quatuor à cordes - 2024 - 19'02
Parade des Hottentots pour quatuor de saxophones - 2024 - 5'53
La Perte de l'être cher pour quatuor à cordes - 2025 - 3' (soutien de la Sacem et de la Spedidam)
Petits ensembles jazz
Le Crotoy (1983), Casa del sol, Acrobaties, Dix-huit carats, Princesse, Temakatamawo, (1989), Métakynesis (1990), Ficus, Voix interdites, Pyramides, Circus (1992), Jeux de mains (1994)
Algorithme, Topologie d'un manège, Diagramme, Hologram, Le pendule du Fou, Monoïd, I Would like to be Free, Mes filles commande du label Musivi, 2013 – 58’39’’, Strange Big Sockets commande de la Cie Les Musiques à Ouïr (pour accordéon, clarinette contralto et percussions) 2022 - 7'50
Grands ensembles jazz
Chasse-mouche (1983), Ilperel, Indigo, Tishri (1998), Terre libre Commande de l'Orchestre de Jazz Départemental - Seine Saint-Denis 2004
No it is open on one position Commande de l'Orchestre de Jazz Départemental - Seine Saint-Denis 2005
Création mondiale Mue du Monde pour chœur de 72 enfants et ensemble de jazz, sur un poème du compositeur, commande de la DRAC Champagne-Ardenne 2006
Et le diable a tremblé..., Listes en vrac commande du département de la Seine Saint-Denis, 2014
Like et Vous m'avez dit, sur un poème d'Emile Verhaeren commande du département de la Seine Saint-Denis, 2018
Sacacorchos pour ensemble de jazz - 7'22, commande du CRR d'Angers, 2024
Ensembles jazz et musiques improvisées avec texte poétique
Le festin des ogres, Jambe de Dieu, Danse avec les fous (pièces composées autour de textes de Victor Hugo) 1995, Traversée de la page, Suppositions, Le calligraphe du vide (textes de Franz Bartelt), la Sieste, Les Généreuses (textes de Dominique Pagnier et François Rabelais), Épouvantails (texte d’André Velter) 1999
Déchiffrage, Modestie, Art Popo, Marine, Silence Coi, Rush, (Ensemble de pièces autour de Raymond Queneau), Text'up, Ydol Nabdous (textes du compositeur) commande du label Musivi 2002
Enfance, Parade, Voyelles, Being Beauteous, À la Musique, Rêvé pour l’hiver, The Bridges, Barbare, Démocratie (pièces composées autour d'Arthur Rimbaud), commande du label Musivi 2005
Je vis, je meurs, sur le fameux poème de Louise Labé 2018
Pièces ou arrangements musiques traditionnelles
Mis amigos me dan esperanza, arrangements de musique traditionnelle judéo-espagnole 2000, Deki, El rey que tanto madruga 2004
Pièces pour ensemble
Variations sur une collection de timbres 2010 Monologue de Schönberg, Palette Cage (Klangfarben ensemble) commande du label Musivi, 2012 Fleeting Patterns (2013)
Onomatopée, Tadouda-ta, AcrabilA (Klangfarben ensemble) commande de la ville de Chelles, 2016
Découper-colorier-coller, Cités abacules, Dons des pierres qui parlent, La fin de Pompei, L'usage des couleurs, Du nu dans les bleus, Clé de voûte, Aire de jeux acoustiques (ensemble Multilatérale) avec Benjamin de la Fuente, commande du label Musivi ; 2017 – 51’
Ocre-vent (violon/clarinette/tuba/piano) 2’10’’, Vague-Lune (violon/clarinette/tuba/ piano) 2020 – 4’43’’
Pièces pour chœur a cappella
Création mondiale Orpheus : Un temple dans l'écoute, Elle était une enfant, Le pavot des morts, triptyque pour chœur mixte a capella, commande de la DRAC Bretagne 2021 – 13’
Pièces pour chœur et piano
Exotica sur le poème Parfum exotique de Charles Baudelaire 2’47’’
Sommeil paradoxal sur le poème Le dormeur du val d'Arthur Rimbaud, 2021 – 4’24’’
For Elle (arrangement-composition autour de la truite de Schubert), 2022 - 3'16
Omnis stultos insanire (sur un texte de Cicéron), 2024 - 6'20
Se la mia morte brami - 3'20; O dolorosa gioia - 3'20 (Carlo Gesualdo revisité), et cinq pièces sur des textes de Dante Alighieri : Cosí la menta mia (5'18), Tu non se'in terra (2'38), Qual si lamenta (2'39),  Giudizio affrettato (4'38), Questi per noi (2'40) - une commande de l'ensemble Solé-Temps.
Pièces pour chœur, soliste soprano, orchestre symphonique et piano
Tempus fugit, utere sur un poème d'Isabelle Normand, commande du festival Les Musicales de Quiberon et de la Sacem, 2022-23 - 15'
- 1983 : Le Crotoy, Chasse-mouche
- 1989 : Casa del sol, Acrobaties, Dix-huit carats, Princesse, Temakatamawo, John Wayne
- 1990 : Heri-son, Métakynesis
- 1992 : Metakynesis, Ficus, Voix interdites, Pyramides, Circus
- 1994 : Jeux de mains
- 1995 : Le festin des ogres, Jambe de Dieu, Danse avec les fous (pièces composées autour de textes de Victor Hugo)
- 1998 : Inventaire, Ilperel, Indigo, Mode à la joie, Boire, Oribe, Obéir (autour de la Sequenza IX de Luciano Berio)
- 1999 : Traversée de la page, Suppositions, Les Généreuses, Epouvantails, Le calligraphe du vide, la sieste
- 2000 : Mis amigos me dan esperanza. Arrangements de musique traditionnelle judéo-espagnole.
- 2002 - Ensemble de pièces autour de Raymond Queneau (versions modifiées d'une création 1996) : Déchiffrage, Modestie, Art Popo, Marine, Silence Coi, Text'up, Rush, Ydol Nabdous.
- 2004 : Deki, El rey que tanto madruga, Mue du Monde, Terre libre (Commande de l'Orchestre de Jazz Départemental - Seine Saint-Denis)
- 2005 - Enfance, Parade, Voyelles (pièces composées autour d'Arthur Rimbaud), Anthem, No it is open on one position(Commande de l'Orchestre de Jazz Départemental - Seine Saint-Denis)
- 2006-2008 - Pièces pour violoncelle et clarinette : La perte, Temps Perdu, Poetica Vivace pièce de 6'30, Dialogue, Hypothesis, Pièce pour saxophone ténor et violoncelle : Matin.
- 2009 : J'ai rarement vu, Des goûts et des couleurs, Pauvre Jean, Toujours dans la chaussure? pour voix, clarinette (ou saxophone) et harpe. Psaume X, Rare, Rush.
- 2010 : Eucalyptus, Variations sur une collection de timbres, Temps perdu, Pentaèdre
- 2011-2012 : Monologue de Schönberg, Monemvasia, Palette Cage
- 2013 : Algorithme, Topologie d'un manège, Diagramme, Hologram, Le pendule du Fou, Monoïd 1 et 2, I Would like to be Free, Fleeting Patterns
- 2014 : Mes filles, Et le diable a tremblé..., Listes en vrac, Sous la douche
- 2015 : New Heaven, et en relation avec Rainer Maria Rilke : Crier le Hasard, Prodige, Eternité, Verwandlung, La Bête, spiegele Malerei pour voix, clarinette et guitare.
- 2016 : Onomatopée, Tadouda-ta, AcrabilA, Cerf-Volant, le Cerveau et le Renard
- 2017 : Cités abacules, Dons des pierres qui parlent, La fin de Pompei, L'usage des couleurs, Du nu dans les bleus, Clé de voûte, Aire de jeux acoustiques, Découper-colorier-coller, Conte déglingué.
- 2018 : Like, Je vis, je meurs, sur le fameux poème de Louise Labé. Vous m'avez dit, sur un poème d'Emile Verhaeren.
- 2019 : Oreille-Caresse, Jadis-Plume, Puit-Lumière, Eclat-Noir, Cristal-Feuille, Epi-Tambour (pièces pour clarinette seul, violon seul), Pluie-Chemin (flûte-clarinette), Ocre-vent (violon/clarinette/tuba/piano), Ombre-Jardin (pièce pour clarinette et clarinette-basse), Vague-Lune ((violon/clarinette/tuba/piano).
- 2020 : Singe-Lune (clarinette), Bleu-Orange (guitare), Phénix (clarinette/piano).
- 2021 : "ORPHEUS" (Un temple dans l'écoute, Elle était une enfant, Le pavot des morts) triptyque pour chœur mixte a capella. Sommeil paradoxal pour chœur et piano, sur le poème le dormeur du val d'Arthur Rimbaud. Etudes lydiennes progressives pour clarinette (Poetica Vivace éditions). Exotica pour chœur et piano, sur le poème parfum exotique de Charles Baudelaire.
- 2022 : For elle (d'après la truite de Schubert) pour quatuor vocal. Strange Big Sockets commande de la Cie Les Musiques à Ouïr (pour accordéon, clarinette contralto et percussions) 2022 - 7'50. Qui rêve Kiev ? pour hautbois, clarinette-basse, basson - 1'22
- 2023 : Tempus fugit, utere sur un poème d'Isabelle Normand, pour chœur, soliste soprano, orchestre symphonique et piano, commande du festival Les Musicales de Quiberon et de la Sacem - 15'. Tilt Majeur pour hautbois, clarinette-basse, basson 2023 - 1'48
- 2024 : Sacacorchos pour ensemble de jazz - 7'22. Omnis stultos insanire pour chœur et piano - 6'20. Tikkun Olam pour quatuor de saxophones - 19'02 et Tikkun Olam pour quatuor à cordes - 19'02
- 2025 : La Perte de l'être cher pour quatuor à cordes - 2025 - 3'. Se la mia morte brami - 3'20; O dolorosa gioia - 3'20 (Carlo Gesualdo revisité), et cinq pièces sur des textes de Dante Alighieri : Cosí la menta mia (5'18), Tu non se'in terra (2'38), Qual si lamenta (2'39), Giudizio affrettato (4'38), Questi per noi (2'40) - une commande de l'ensemble Solé-Temps pour ensemble vocal et piano.

## Discographie

### En leader et coleader
- Portrait for a small woman, Celestrial Communication Orchestra, direction Alan Silva 1979
- Texture sextet 1981, avec Itaru Oki, Bruno Girard, Denis Colin, Pierre Jacquet, Michel Coffi
- Desert Mirage, Celestrial Communication Orchestra, direction Alan Silva 1982
- Polygames, avec Itaru Oki, Bruno Girard, Denis Colin, Pierre Jacquet, Michel Coffi 1983
- Princesse, François Cotinaud Quartet, Label Musivi 1990
- Pyramides, avec Heriberto Paredes, Thierry Colson, Ramón López, Glenn Ferris et Enrico Rava, Label Musivi 1992
- Opéra, 17 improvisations contemporaines, avec Ramón López, Label Musivi 1993
- Loco Solo, improvisations autour de la Sequenza IX de Luciano Berio, Label Musivi 1998
- Yo M'enamori, 14 romances judéo-espagnoles, avec la pianiste Sylvie Cohen, Label Musivi 2000
- François Cotinaud fait son Raymond Queneau, avec l'ensemble Text'up, Label Musivi 2002
- Rimbaud et son double, (œuvre collective, coffret de 2 CD + 1 DVD), avec Pascale Labbé, Pierre Charpy, Mathilde Morières, Sylvain Lemêtre, François Choiselat, Jérôme Lefebvre, Olivier Guichard, Label Musivi 2006
- Klangfarben ensemble - dirigé par Cotinaud, Monologue de Schönberg et Variations sur une collection de timbres, coffret CD-DVD, Label Ayler Records/Musivi 2012
- No Meat Inside, avec Henri Roger, Barre Phillips, Emmanuelle Somer, Label Facing You / IMR 2013
- Topologie d'un Manège, avec Algèbre (Daniel Beaussier, Pierre Durand, Bruno Chevillon, Denis Charolles, François Merville), Label Musivi 2013 (Musea)
- Ensemble LUXUS (Pascale Labbé, François Cotinaud, Jérôme Lefebvre) L'Orphée de Rilke, Label Musivi 2016 (Musea)
- Mosaïques, François Cotinaud (soundpainter) et Benjamin de la Fuente, ensemble Multilatérale. CD-DVD 2017 Label Musivi / Soundpainting collection - France (Musea)
- Night Access, François Cotinaud et Sergio Castrillón (violoncelle), Art First Records 2018

### En sideman
- Le Cercle de Pierres, avec Bekummernis (Luc Le Masne, direction et compositions), Ménélas, 1986
- Calcuttango, avec le groupe Tierra del Fuego (Pablo Nemirovsky, direction et compositions), Tangram, 1994
- Hommage à George Russell, Philippe Seignez, direction et compositions, Label Musivi, 2018

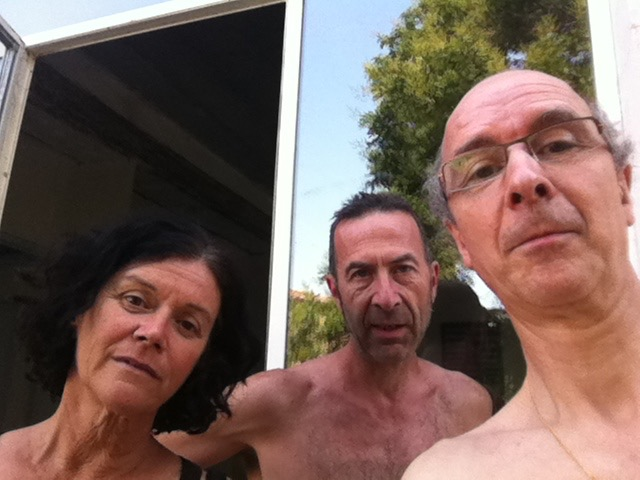
L'ensemble Luxus (Pascale Labbé, Jérôme Lefebvre, François Cotinaud)

- Naked Lunch, Pascal Bréchet, direction et compositions (Sophia Domancich, Eric Groleau, Philippe Lemoine, Jean-Luc Ponthieux...), Label Musivi, 2023

## Musiques de film, musiques de scène
- Tournée en Corse avec les chorégraphes Suzanne Colboc et Sylvie Deluz (1971).
- Musique de "Le Bourgeois Gentilhomme" (Molière) et de "Les Bâtisseurs d'Empire" (Vian) pour le Festival de Valréas 1976, avec Bruno Girard, Denis Colin, Norbert Aboudarham.
- Musique d'une adaptation de "Don Quichotte" de Cervantès pour le Théâtre sur la Place : 45 représentations (1981) avec Jean-Pierre Thiercelin, Gérard Berregard et Dominique Foucher.
- Création du spectacle "Polyphonix" avec l'écrivain Jean-Jacques Lebel (1983) au Palace de Paris, à l'American Center et au Cac les Gemeaux de Sceaux.
- Musique d'un court-métrage (J-C Bergeret) : "La Villette existe, il faut l'inventer" (FR3 Dijon 1984).
- Interprétation de la musique de Denis Colin pour la compagnie Tuchenn de Bernard Colin : "L'Ombre et le Vent", "Archantaël" (1987-91), Festival de Bilbao, Barcelone, Douarnenez, Pornic, Vannes, Bagnolet, Rennes, et Mulhouse.
- Interprétation de la musique d'Heriberto Paredes pour la Cie Jean-François Duroure : "C'est à Midi que l'Obscurité s'achève" (1990-91).
- Participe au tournage et à la musique des films "Marche à l'ombre" de Michel Blanc (1984), avec Gérard Lanvin, et "Le Nombril du Monde" d'Ariel Zeitoun, avec Michel Boujenah à Tunis (1992).
- Rimbaud : Illuminations sonores, in Rimbaud et son Double, documentaire de 52 minutes de Mathildes Morières, 2005.
- Kaléïdoscope, film d'Olivier Marty, musiques de Michel Maurer (piano) et François Cotinaud (saxophones, clarinette), enregistrées à La Muse en Circuit, janvier 2008.
- Ce que j'aurais aimé le plus au monde, dans le spectacle de Yellow Mercedes, avec Dominique Fonfrède (comédienne, textes et mise en scène), Marie D. (harpe, musique) et François Cotinaud (saxophone, clarinette, musique), 2010-2011 :  video du spectacle.
- Klangfarben ensemble, film documentaire de 29 minutes de Patrick Morel, musiques et soundpainting de François Cotinaud, mars 2012.
- Luxus, l'Orphée de Rilke, film documentaire de 17 minutes de François Royet, sur l'ensemble Luxus, 2016.
- Mosaïques, film documentaire de 8 minutes de Jérémie Schellaert, sur François Cotinaud, Benjamin de la Fuente et le Soundpainting, 2018.

### Source
- Cet article est partiellement ou en totalité issu du site Portrait de François Cotinaud sur le site internet de Jazz Bank, le texte ayant été placé par l’auteur ou le responsable de publication sous la licence de documentation libre GNU ou une licence compatible.